# جيري هاث
جيري هاث (بالإنجليزية: Gerry Huth)‏ هو لاعب كرة قدم أمريكية أمريكي، ولد في 23 يوليو 1933 في Floyds Knobs, Indiana ‏ في الولايات المتحدة، وتوفي في 11 فبراير 2011 في لاس فيغاس في الولايات المتحدة.